# Rethera amseli
Rethera amseli és una espècie de lepidòpter ditrisi de la família dels esfíngids (Sphingidae). Va ser descoberta el 1958 prop d'Herat (oest de l'Afganistan) però no s'ha tornat a veure des de llavors. Vola en una generació durant l'abril.
Envergadura alar d'entre 34 i 43 mm. Presenta una coloració molt clara en tot el cos (l'espècie menys colorida del gènere Rethera), marró quasi blanc, més o menys uniforme excepte a les ales anteriors on té una taca més fosca.
Es desconeix l'aspecte de l'eruga i la pupa.